# Luis Quintana
Luis Esteban Quintana Martínez – kubański zapaśnik walczący w stylu wolnym. Brązowy medalista mistrzostw panamerykańskich w 2015 i 2017. Triumfator mistrzostw Ameryki Środkowej i Karaibów w 2014 roku.